# Kingvale (Californie)
Kingvale est une census-designated place des comtés de Nevada et de Placer dans l'État de Californie aux États-Unis.